# Cal·lípides (escites)
Els cal·lípides (grec antic: Καλλιπίδαι, llatí: Callipidae) eren un poble seminòmada de la Sarmàcia, que vivien prop de la desembocadura del riu Borístenes (Dnièper), a ambdós costats del riu.
Heròdot els anomena «escites hel·lenitzats» (Έλληνές Σκύθαι) que seguien tant els costums nòmades dels escites com el sedentaris dels agricultors, i plantaven blat, mill, ordi, i també alls i cebes, amb els que comerciaven.
Al nord dels cal·lípides vivien els halizons, i tenien prop la ciutat grega d'Òlbia.